# Idalima diversa
Idalima diversa är en fjärilsart som beskrevs av Walker 1864. Idalima diversa ingår i släktet Idalima och familjen nattflyn. Inga underarter finns listade i Catalogue of Life.